# Keriya-moskee
De Keriya-moskee was een moskee in Keriya, een stad in het zuiden van de Chinese Autonome Regio Xinjiang.
De Keriya-moskee werd gebouwd in de 13e eeuw, waarschijnlijk rond 1237. Dit imposante architecturale monument werd in de jaren tachtig en negentig van de 20ste eeuw grondig gerenoveerd.
In 2019 gebruikte een student aan de Universiteit van Vancouver in Canada, die de heropvoedingskampen in deze provincie al aan de kaak had gesteld, hetzelfde proces, namelijk de analyse van satellietbeelden om aan het licht te brengen dat islamitische religieuze gebouwen waren verwoest, mogelijk door de Chinese overheid. Onder deze gebouwen bevindt zich de Keriya-moskee, die in het voorjaar van 2018 lijkt te zijn verdwenen.